# Артюр Морен
Артю́р-Жуль Море́н (фр. Arthur-Jules Morin; 19 жовтня 1795, Париж — 7 лютого 1880, Париж)  — французький інженер й механік, член Паризької АН (1843), її президент у 1864 р.; один з тих вчених, котрі заклали наукові основи практичної механіки. Президент Товариства цивільних інженерів Франції (з 1862 р.) .

## Біографія
Народився 19 жовтня 1795 року в Парижі. У 1813 поступив в Політехнічну школу, яку закінчив у 1817 році, після чого став викладачем Прикладної школи в Меці. З 1829 р. — професор Політехнічної школи, з 1840 р. працював в паризькій Консерваторії мистецтв та ремесел (з 1852 р. — її директор). Одночасно перебував на службі в інженерних військах, з 1855 р. — дивізійний генерал .
У 1843 році Морен був обраний у члени Паризької академії наук на місце, що стало вакантним після смерті Г. Коріоліса. У 1850 році він був членом організаційної комісії з організації Агрономічного інституту, а у 1852 р. — директором Консерваторії мистецтв та ремесел. У 1850 році його було обрано іноземним членом Шведської королівської академії наук.
Автор лекційного курсу з прикладної механіки (фр. «Leçons de mécanique pratique», у 3-х томах), що між 1846 та 1946 роками перевидавався 20 разів.
У 1858 удостоєний звання Великого офіцера ордену Почесного Легіону.  Ім'я Морена внесене у список 72 імен на Ейфелевій вежі.

## Наукова діяльність
Наукові роботи Морена присвячені експериментальним методам в механіці, зовнішній балістиці, теорії балістичного маятника, гідравліці, прикладній механіці.
У 1831–1835 роках Морен виконав низку експериментальних робіт з вивчення тертя та з визначення сили, необхідної для руху по дорогах возів та екіпажів. В експериментах Морена по визначенню опору, що зазнає коток при його перекочуванні по горизонтальній площині, були отримані дані, що підтверджували для сили тертя кочення справедливість формули, запропонованої Кулоном (за якою дана сила обернено пропорційна до радіусу котка {\displaystyle R} ). У зв'язку з цим у 1839–1841 роках розгорнулась досить жорстка дискусія між Мореном і Ж. Дюпуї (англ. Jules Dupuit), котрий пропонував формулу, за якою сила тертя кочення є обернено пропорційною до {\displaystyle {\sqrt {R}}} .
Отримані Мореном експериментальні дані досліджень співударяння шорстких тіл дозволили Е. Дж. Раусу (англ. Edward John Routh) сформулювати положення про те, що відношення дотичної і нормальної складових ударного імпульсу збігається з коефіцієнтом тертя (сьогодні це положення відоме як гіпотеза Рауса).
Займався також дослідженням механічної жорсткості канатів. Серед найвідоміших винаходів Морена — його динамометр для визначення сили тяги й оснащення для дослідження швидкості падіння тіл, в якому тіло, що падає, викреслює параболічну траєкторію.

## Найвідоміші праці Морена
- Expériences sur les roues hydrauliques à aubes planes et sur les roues hydrauliques à augets (1836)
- Aide-mémoire de mécanique pratique à l'usage des officiers d'artillerie et des ingénieurs civils et militaires (1838)
- Description des appareils chronométriques à style, propres à la représentation graphique et à la détermination des lois du mouvement, et des appareils dynamométriques, propres à mesurer l'effort ou le travail développé par les moteurs animés ou inanimés et par les organes de transmission du mouvement dans les machines (1838)
- Leçons de mécanique pratique à l'usage des auditeurs des cours du Conservatoire des arts et métiers (у 5-ти томах, 1846-1853, англійський переклад 1860)
- Conservatoire des arts et métiers. Catalogue des collections, publié par ordre de M. le ministre de l'Agriculture et du commerce (1851)
- Résistance des matériaux (у 2-х томах, 1863)
- Des machines et appareils destinés à l'élévation des eaux (1863)
- Salubrité des habitations. Manuel pratique du chauffage et de la ventilation (1868)